# Pittsburgh Keystones

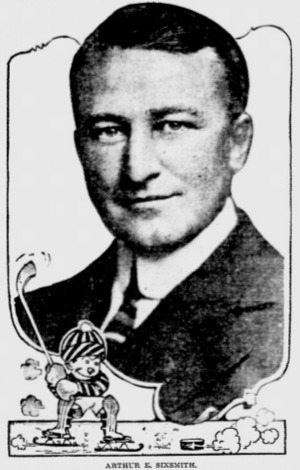
Arthur Sixsmith var lagkapten för Keystones under lagets mästarsäsong i WPHL 1901–02.

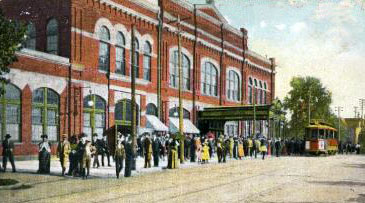
Lagets arena Duquesne Gardens.

Pittsburgh Keystones var ett amerikanskt ishockeylag från Pittsburgh, Pennsylvania som spelade i den semiprofessionella ligan Western Pennsylvania Hockey League under fyra säsonger åren 1900–1904. Keystones, som spelade i blå och vita färger, spelade sina hemmamatcher i arenan Duquesne Gardens och vann WPHL vid ett tillfälle, säsongen 1901–02.
Bland de spelare som representerade Pittsburgh Keystones i WPHL fanns Riley Hern, Arthur Sixsmith, Bert Morrison, Fred Lake, och Frank Switzer.

## 1901–02
Pittsburgh Keystones mästarlag från WPHL-säsongen 1901–02: Riley Hern, Ted Morphy, Harry Peel, Arthur Sixsmith, Bert Morrison, Bert Bisch, Bert Hill, Frederick "Bike" Young, Ernie Westcott, Harry Stoebener, William Clemes.